# Sono Sachiko

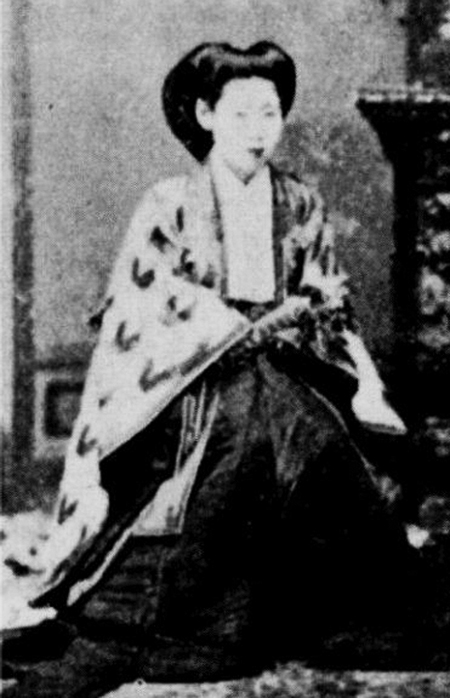
Chân dung thị nữ Sachiko, phi tần của Thiên hoàng Minh Trị

Sono Sachiko (Viên Tường Tử) (園 祥子) (sinh ngày 23 tháng 12 năm 1867 - mất ngày 7 tháng 7 năm 1947) là vị phi tần thứ năm của Thiên hoàng Minh Trị. Mặc dù Minh Trị là vị Thiên hoàng cuối cùng theo chế độ đa thê của Nhật Bản, song trên thực tế hệ thống phi tần của Hoàng thất vẫn chưa bị bãi bỏ cho đến năm 1924; và do đó những thê thiếp của ông vẫn thuộc về Hoàng thất ngay cả sau khi họ từ bỏ danh vị. Vào năm 2005, Thân vương Tomohito đã đề nghị khôi phục lại chế độ đa thê của Hoàng thất để giải quyết các vấn đề liên quan đến việc quy định thừa kế ngai vàng chỉ dành cho nam giới (theo thứ tự kế vị hiện tại của Hoàng gia Nhật Bản).
Cha của thị nữ Sachiko là Bá tước Sono Motosachi (Viên Cơ Tường) (園 基 祥); Bà được biết đến với cái tên Kogiku Tenji (Tiểu Cúc Điển Thị) (小菊 典 侍). Bà hạ sinh cho Thiên hoàng hai con trai và sáu con gái, trong đó có một số người con đã chết yểu. Các con của bà với Thiên hoàng Minh Trị bao gồm các thành viên sau thuộc hoàng gia Nhật Bản:
- Nội thân vương Hisanomiya Shizuko (Cửu cung Tĩnh tử Nội Thân vương) (久 宮 静 子 内 親王, sinh ngày 10 tháng 2 năm 1886 — mất ngày 4 tháng 4 năm 1887)
- Thân vương Akinomiya Michihito (Chiêu cung Do nhân Thân vương) (昭 宮 猷 仁 親王, sinh ngày 22 tháng 8 năm 1887 — mất ngày 12 tháng 11 năm 1888)
- Vương phi Masako Takeda (Thường cung Xương tử Nội Thân vương) (常 宮 昌 子 内 親王, sinh ngày 30 tháng 9 năm 1888 - mất ngày 8 tháng 3 năm 1940)
- Vương phi Fusako Kitashirakawa (Châu cung Phòng tử Nội Thân vương) (周 宮 房子 内 親王, sinh ngày 28 tháng 1 năm 1890 - mất ngày 11 tháng 8 năm 1974)
- Vương phi Nobuko Asaka (Phú Mỹ cung Doãn tử Nội Thân vương) (富 美 宮 允 子 内 親王, ngày 7 tháng 8 năm 1891 - ngày 3 tháng 11 năm 1933)
- Thân vương Mitsunomiya Teruhito (Mãn cung Huy nhân Thân vương) (満 宮 輝 仁 親王, sinh ngày 30 tháng 11 năm 1893 — mất ngày 17 tháng 8 năm 1894)
- Vương phi Toshiko Higashikuni (Thái cung Thông tử Nội Thân vương) (泰 宮 聡 子 内 親王, sinh ngày 11 tháng 5 năm 1896 - mất ngày 5 tháng 3 năm 1978)
- Nội Thân vương Sadanomiya Takiko (Trinh cung Đa Hỷ tử Nội Thân vương (貞 宮 多 喜子 内 親王, sinh ngày 24 tháng 9 năm 1897 — mất ngày 11 tháng 1 năm 1899)

Sau khi Thiên hoàng Minh Trị qua đời vào năm 1912, Sachiko trở thành nữ quan của Hoàng hậu Teimei, vợ của Thiên hoàng Đại Chính. Bà đã tham dự lễ hạ sinh Thân vương Takahito vào năm 1915.
Ngôi mộ của bà ở Đền Saikōan thuộc Shinjuku, Tokyo.